# Three Men
Three Men è un cortometraggio muto del 1911. Il nome del regista non viene riportato nei credit del film che, prodotto dalla Reliance Film Company, aveva come interpreti (non confermati) Arthur V. Johnson, James Kirkwood, Henry B. Walthall.

## Trama
Nell, idolo di tutti gli uomini del campo, favorisce Allen, ma ha dei dubbi ad accettare la sua proposta di matrimonio perché l'uomo è dedito al bere. Alla taverna dello Yellow Dog, un indiano viene derubato e Nell a
lo aiuta e il denaro viene restituito al suo legittimo proprietario. Allen, che vinto il suo vizio, ottiene finalmente la mano di Nell ma, dopo il matrimonio, riprende le sue vecchie abitudini senza curarsi più della moglie che cade in miseria. Un ex ammiratore di Nell, il messicano Pedro, è indignato dal comportamento di Allen. L'indiano che trovato dell'oro, lo consegna a Pedro per darlo a Nell, ma dell'oro di impadronisce Allen, che lo sperpera al gioco. L'indiano avverte Pedro che rimprovera aspramente Allen. I due vengono alle mani e Pedro è costretto a uccidere il suo avversario. Nell e Pedro si danno alla fuga. L'indiano, che ha assistito alla scena, capisce che gli uomini dell'accampamento non perdoneranno l'assassino e, per salvare Pedro, si nasconde in casa dove si farà trovare e sarà accusato, innocente, del crimine.

## Produzione
Il film fu prodotto dalla Reliance Film Company.

## Distribuzione
Distribuito dalla Motion Picture Distributors and Sales Company, il film - un cortometraggio in una bobina- uscì nelle sale statunitensi il 15 febbraio 1911.